# Ivonne Leal
Ivonne Leal (* 27. Februar 1966) ist eine ehemalige kubanische Speerwerferin.
1985 siegte sie mit ihrer persönlichen Bestleistung von 71,82 m bei der Universiade in Kōbe. Im Jahr darauf gewann sie Silber bei den Zentralamerika- und Karibikspielen.
1987 triumphierte sie bei den Panamerikanischen Spielen in Indianapolis und wurde Achte bei den Leichtathletik-Weltmeisterschaften in Rom.